# Denil Ango
Denil Ango (* 6. Oktober 1993 in Yaoundé) ist ein kamerunischer Fußballspieler.

## Karriere
Denil Ango erlernte das Fußballspielen in der Jugendmannschaft vom AS Azur Star International de Yaoundé im kamerunischen Yaoundé. Bis Ende Januar 2014 stand er beim AS Azur Star de Yaoundé unter Vertrag. Am 1. Februar 2021 ging er nach Asien, wo er in Thailand einen Vertrag beim Chiangrai City FC unterschrieb. Der Verein aus Chiangrai spielte in der dritten Liga, der damaligen Regional League Division 2. Mit dem Verein trat er in der Eastern Region an. 2015 zog es ihn nach Laos. Hier spielte er 2015 für die Young Elephants FC. Der Verein aus Vientiane spielte in der ersten laotischen Liga. Im Januar 2016 schloss er sich dem Ligakonkurrenten Eastern Star FC an. Von 2017 bis 2021 spielte er ebenfalls in Laos. Hier stand er für die Erstligisten Dragon King FC, Master 7 FC, Muanghat United FC und Viengchanh FC auf dem Spielfeld. Im Januar 2022 verließ er Laos und ging in den Irak, wo er einen Vertrag beim  Newroz SC unterschrieb. Der Klub aus Sulaimaniyya spielt in der ersten irakischen Liga.